# L'Homme au boulet rouge
L'Homme au boulet rouge est un roman noir de Jean-Patrick Manchette et de Barth Jules Sussman (en) publié en 1972 dans la collection Série noire chez Gallimard.

## Le roman

### Lieu du roman
Le roman se déroule au Texas.

### Origine du roman
Ce roman est une novellisation en français d’un scénario de Barth Jules Sussman en langue anglaise.

## Édition
En 1972, chez Gallimard dans la collection Série noire avec le no 1546.

## Rééditions
- En 1982, chez Gallimard dans la collection Carré noir avec le no 451.
- En 2006, dans la collection Folio policier avec le no 444.

## Filmographie
Initialement prévu pour être un film avec le titre  The Red Ball Gang, il ne sera jamais réalisé.